# 73
Évszázadok: i. e. 1. század – 1. század – 2. század
Évtizedek: 20-as évek – 30-as évek – 40-es évek – 50-es évek – 60-as évek – 70-es évek – 80-as évek – 90-es évek – 100-as évek – 110-es évek – 120-as évek
Évek: 68 – 69 – 70 – 71 –  72 – 73 – 74 – 75 – 76 – 77 – 78

## Események

### Római Birodalom
- Caesar Domitianus Augustust (helyettese májustól Lucius Aelius Oculatus, júliustól Marcus Arrecinus Clemens, szeptembertől Sextus Iulius Frontinus) és Lucius Valerius Catullus Messallinust (helyettese Quintus Gavius Atticus) választják consulnak.
- A zsidó háború utáni maradék ellenállás felgöngyölítése során Lucius Flavius Silva júdeai kormányzó a Legio X Fretensisszel Maszada erődje ellen vonul, ahová mintegy 960 sicarius (a zélóták radikális szárnya) vette be magát. Mintegy három hónapos ostrom után, látva reménytelen helyzetüket, a zsidók valamennyien (2 nő és 5 gyerek kivételével) öngyilkosok lesznek.
- Idősebb Pliniust kinevezik Hispania Tarraconensis kormányzójává.
- Vespasianus császár és fia, Titus censori tisztséget vállal (74 októberéig) és a szenátusból eltávolítják politikai ellenfeleiket.

### Kína
- Ming császár, megelégelve a folyamatos betöréseket, hadjáratot indít a hsziungnuk ellen. Követe, Pan Csao meglátogatja a Takla-Makán sivatag délkeleti peremén elterülő Sansan királyságot és ráveszi őket, hogy legyenek a Han-dinasztia hűbéresei. Amikor hsziungnu követek érkeznek Sansanba, egyik éjszaka rajtuk üt és valamennyiüket legyilkoltatja.

## Fordítás
- Ez a szócikk részben vagy egészben  az   AD 73 című angol Wikipédia-szócikk ezen változatának fordításán alapul.  Az eredeti cikk szerkesztőit annak laptörténete sorolja fel. Ez a jelzés csupán a megfogalmazás eredetét és a szerzői jogokat jelzi, nem szolgál a cikkben szereplő információk forrásmegjelöléseként.